# دیزنی رودریگز
دیزنی رودریگز (اسپانیایی: Disney Rodríguez‎؛ زادهٔ ۲۷ سپتامبر ۱۹۸۵) کشتی‌گیر پیشین اهل کوبا در دستهٔ فوق سنگین‌وزن کشتی آزاد است. او در المپیک ۲۰۰۸ پکن به مقام چهارم رسید اما پس از مثبت شدن تست دوپینگ آرتور تایمازوف مدال برنز المپیک را کسب کرد.
او برادر کوچک‌تر الکسیس رودریگز دیگر کشتی‌گیر کوبایی عنوان‌دار جهان و المپیک است.